# What Makes You Beautiful
Singles de One Direction
Gotta Be You
What Makes You Beautiful est le premier single du Boy Band anglo-irlandais One Direction (composé de Harry Styles, Louis Tomlinson, Liam Payne, Zayn Malik et Niall Horan) qui a terminé 3e de la saison 7 du X Factor anglais. La chanson a été écrite par Rami Yacoub, Carl Falk, et Savan Kotecha. What Makes You Beautiful fait également partie de l'album Up All Night du groupe One Direction.
Le single est sorti le 11 septembre 2011, après être passé en avant-première sur la BBC Radio 1. C'est en record de vente pour Sony Music puisque What Makes You Beautiful est numéro un Royaume-Uni,et, devient le single le plus vendu de l'année 2011 avec 153 965 ventes la première semaine suivant sa sortie. La cinquième semaine, déjà 260 000 exemplaires se sont écoulés. Le single est le plus gros succès en matière de ventes sur 2011-2012, car il se vend à près de 4 millions de copies aux États-Unis, et plus de 4 millions d'exemplaires dans le monde, soit 8 millions d'exemplaires vendus. Le groupe a également eu grâce à ce titre plus d’un milliard de vues sur le net.

## Genèse
Zayn Malik, l'un des membres du groupe, confirme que le single sera en vente en juin 2011. Sa sortie en magasin a finalement été repoussée en septembre 2011 pour coïncider avec le lancement de la huitième saison de X Factor UK.

## Clip
Le clip What Makes You Beautiful est réalisé par John Urbano. Il est tourné sur une plage à Malibu en Californie. Le clip montre les One Direction en train de conduire, de s'amuser sur la plage.

## Liste des titres
| What Makes You Beautiful | 3:22 |
| Na Na Na                 | 3:05 |

## Concert
One Direction chante pour la première fois en direct leurs single What Makes You Beautiful sur le plateau de Red Or Black le 11 septembre 2010 . 

## Classements et certifications
| Classement (2011–12)                         | Meilleure position |
| -------------------------------------------- | ------------------ |
| Australie (ARIA)                             | 7                  |
| Autriche (Ö3 Austria Top 40)                 | 28                 |
| Belgique (Flandre Ultratop 50 Singles)       | 8                  |
| Belgique (Wallonie Ultratop 50 Singles)      | 19                 |
| Brésil (Billboard Hot 100)                   | 10                 |
| Canada (Hot 100)                             | 7                  |
| Tchéquie (IFPI Rádio)                        | 13                 |
| Europe (Euro Digital Songs)                  | 2                  |
| Finlande (Suomen virallinen lista)           | 20                 |
| France (SNEP)                                | 39                 |
| Allemagne (Media Control AG)                 | 40                 |
| Irlande (IRMA)                               | 1                  |
| Italie (FIMI)                                | 41                 |
| Mexique Top 20 General (Monitor Latino)      | 17                 |
| Mexique Top Inglés (Monitor Latino)          | 1                  |
| Mexique (Billboard Mexican Airplay)          | 1                  |
| Pays-Bas (Single Top 100)                    | 63                 |
| Nouvelle-Zélande (RMNZ)                      | 2                  |
| Écosse (OCC)                                 | 1                  |
| Slovaquie (IFPI Rádio)                       | 42                 |
| Suède (Sverigetopplistan)                    | 29                 |
| Suisse (Schweizer Hitparade)                 | 16                 |
| Royaume-Uni (UK Singles Chart)               | 1                  |
| États-Unis Billboard Hot 100                 | 4                  |
| États-Unis Pop Songs (Billboard)             | 3                  |
| États-Unis Adult Pop Songs (Billboard)       | 5                  |
| États-Unis Adult Contemporary (Billboard)    | 12                 |
| États-Unis Hot Dance Club Songs (Billboard), | 1                  |

| Classement (2011)                  | Position |
| ---------------------------------- | -------- |
| Australie Classement single        | 69       |
| Irlande Classement single          | 14       |
| Nouvelle-Zélande Classement single | 28       |
| Royaume-Uni Classement single      | 20       |

| Pays (Organisme)         | Certification | Ventes    |
| ------------------------ | ------------- | --------- |
| Australie (ARIA)         | 6× Platine    | 420,000   |
| Belgique (BEA)           | Or            | 15 000    |
| Canada (Music Canada)    | 4 × Platine   | 320,000   |
| Danemark (Music Canada)  | 2 × Platine   | streaming |
| Italie (FIMI)            | Platine       | 30,000    |
| Mexique (AMPROFON)       | 2 × Platine   | 120,000   |
| Norvège (IFPI)           | 7 × Platine   | 70,000    |
| Nouvelle-Zélande (RIANZ) | 2 × Platine,  | 30,000    |
| Suède (GLF)              | 2 × Platine   | 80,000    |
| Royaume-Uni (BPI)        | Platine       | 600,000   |
| Suisse (IFPI)            | Platine       | 30 000    |
| États-Unis (RIAA)        | 3 × Platine   | 3,881,000 |

## Historique de sortie
| Pays        | Date              | Format                 | Label            |
| ----------- | ----------------- | ---------------------- | ---------------- |
| Australie   | 11 septembre 2011 | Téléchargement digital | Syco Music       |
| Europe      | 11 septembre 2011 | Téléchargement digital | Syco Music       |
| Royaume-Uni | 12 September 2011 | CD single              | Syco Music       |
| Australie,  | 4 octobre 2011    | Contemporary hit radio | Syco Music       |
| Australie,  | 25 novembre 2011  | CD single              | Syco Music       |
| Allemagne   | 2 décembre 2011   | CD single              | Syco Music       |
| Canada      | 31 janvier 2012   | Téléchargement digital | Columbia Records |
| États-Unis  | 14 février 2012   | Téléchargement digital | Columbia Records |
| États-Unis  | 28 février 2012   | Contemporary hit radio | Columbia Records |